# Севдалина
Севдалина (болг. Севдалина) — село в Болгарии. Находится в Кырджалийской области, входит в общину Кырджали. Население составляет 51 человек.

## Политическая ситуация
В местном кметстве Скална-Глава, в состав которого входит Севдалина, должность кмета (старосты) исполняет Али Исмаил Али (Движение за права и свободы (ДПС)) по результатам выборов правления кметства.
Кмет (мэр) общины Кырджали — Хасан Азис (Движение за права и свободы (ДПС)) по результатам выборов в правление общины.